# Weng'an
Weng’an (en chino, 瓮安; pinyin, Wèng'ān) es un condado bajo la administración directa de la Prefectura Qiannan en la Provincia de Guizhou, República Popular China. Su área es de 1962 km² y su población total para 2010 superó los 380 mil habitantes.

## Administración
Desde julio de 2020, el  condado Weng’an se divide en 13 pueblos que se administran en 2 subdistritos,   10 poblados y 1 villa.